# Elezioni primarie del Partito Democratico del 2012 (Stati Uniti d'America)
Le elezioni primarie del Partito Democratico statunitense del 2012 si sono tenute tra i mesi di gennaio e giugno dello stesso anno, prima delle elezioni generali di novembre.
Il Presidente uscente Barack Obama si è ricandidato senza avere sfidanti di rilievo. Alcuni Stati hanno pertanto annullato le primarie, mentre in altri è figurato come l'unico candidato sulle schede elettorali. Il 3 aprile 2012 ha raggiunto il quorum di 2 778 delegati necessari per la nomination, accumulando alla fine delle elezioni 3 166 delegati. Alla convention nazionale, il 5 settembre a Charlotte, nella Carolina del Nord, tutti i 5 415 delegati presenti hanno ufficialmente nominato Obama, che aveva già scelto di ripresentare Joe Biden come candidato Vicepresidente.
Dalla convention sono stati esclusi i delegati ottenuti da altri candidati in alcuni stati. In particolare, Randall Terry aveva ottenuto sette delegati in Oklahoma, Keith Russell Judd aveva vinto delegati in West Virginia e John Wolfe Jr. ne aveva ottenuti in Arkansas e Louisiana. Judd, un detenuto, aveva conquistato il 41% dei voti in West Virginia; Wolfe Jr. il 42% in Arkansas.